# Czy nasi bohaterowie zdołają odszukać przyjaciela zaginionego tajemniczo w Afryce?
Czy nasi bohaterowie zdołają odszukać przyjaciela zaginionego tajemniczo w Afryce? (wł. Riusciranno i nostri eroi a ritrovare l'amico misteriosamente scomparso in Africa?) − włoski film przygodowy z 1968 w reżyserii Ettorego Scoli z Alberto Sordim i Bernardem Blierem w rolach głównych. Zdjęcia kręcono w Rzymie i w Angoli.

## Fabuła
Fausto Di Salvio wyrusza wraz ze swoim współpracownikiem księgowym Ubaldem Palmarinim do Angoli, by odnaleźć krewnego, o którym od miesięcy słuch zaginął. Na Czarnym Lądzie spotykają wiele ekscentrycznych osobistości.

## Obsada
- Alberto Sordi jako Fausto Di Salvio
- Bernard Blier jako Ubaldo Palmarini
- Giuliana Lojodice jako Marisa
- Franca Bettoia jako Rita
- Manuel Zarzo jako Pedro Tomeo
- Erika Blanc jako Genevieve
- José Maria Mendoza jako Leopardo
- Ivo Sebastianelli jako Benedetto Campi
- Nino Manfredi jako Oreste Sabatini
- Domingo Figueras jako Durabal